# خربة جريدي (الرقة)
خربة جريدي قرية سورية تتبع ناحية سلوك في منطقة تل أبيض في محافظة الرقة. بلغ عدد سكانها 124 نسمة في عام 2004 حسب إحصاء المكتب المركزي للإحصاء.